# Kostomłoty (osada w województwie lubelskim)
Kostomłoty – osada w Polsce położona w województwie lubelskim, w powiecie bialskim, w gminie Kodeń.
W latach 1975–1998 miejscowość należała administracyjnie do województwa bialskopodlaskiego.